# روغن آیسین
روغن آیسین یکی از محصولات شرکت آیسین ژاپن است. این روغنها در 5 تکنولوژی در دنیا عرضه شده است:
- greenTECH تکنولوژی که در آن از موارد تجزیه پذیر و بنابراین دوست دار محیط زیست استفاده شده است.
- evoTECH این روغنها با هدف ارایه تکنولوژی برتر در تولید روغن موتور خودروهای سواری، عرضه شده است.
- synTECH روغنهایی با تکنولوژی مناسب برای موتورهای دیزل توسعه داده شده است.
- econTECH بالاترین سطح کیفی روغنهای آیسین با استفاده از ترکیبات استری و PAO می باشد که در تولید روغن فضا پیما بکار می رود.